# Побит камък (Мурено)
Вижте пояснителната страница за други значения на Побит камък.
Менхирът Побит камък се намира в едноименна местност, на около 800 m северно от село Мурено (Област Перник).
През Античността под древния паметник е била изградена сграда, построена от ломен камък и тухли с хоросанова спойка, върху която е изграден християнски храм, до който впоследствие през Средновековието е поставен побитият камък.

## Описание и особености
Побитият камък е голям, грубо одялан поставен като култов знак. Менхирът има характерна форма и е примитивно обработен – височината му е 0.90 m, а ширината му варира от 0.30 до 0.25 m. Той е поставен на билото на възвишението и се откроява на хоризонта отдалеч.
Обектът принадлежи към често срещаните в миналото на територията на България т.нар. „побити камъни“ и е все още с неизяснено предназначение. Проф.Димитрина Митова-Джонова предполага че паметникът е езически и датира от по-древни времена, но впоследствие е преосмислен като християнски и донесен от друго място на сегашната му локация. Върху обекта е изрязан християнски кръст. Побитият камък е много добре запазен и в добро състояние.
Трудно е да се предположи обредността, която съпътства изправянето на менхири или изразява почит към тях, за разлика от кромлехите (каменните кръгове) и особено онези от тях, които са в комплекс от каменни съоръжения с оформен жертвен камък в средата, които са една от най-ранните форми на открит храм, където кръгът е свещен център.
Данни за унищожени побити камъни в Пернишка област има за т.нар. „Русалийското гробище“ (намирало се наблизо край Гърленския храм кладенец край с.Гърло), които са извадени от местното население и натрошени за строителен материал и в м. „Побитите камъни“ край с.Дивля, които също са унищожени, но сакралното място е християнизирано и превърнато в оброк на Свети Илия.
През есента на 2012 г. „Областна администрация Перник“ организира фотоконкурс на тема „Област Перник – моя, красива, непозната...“, където първа награда печели фотография Архив на оригинала от 2015-11-17 в Wayback Machine. на Побития камък край с. Мурено, реализирана от Стефан Шишков. Благодарение на фотоконкурса позабравеният оброк получава публичност.